# Lijst van internationale sportbonden
Deze lijst van internationale sportbonden is alfabetisch gerangschikt op de officiële afkorting.
| afk.     | betekenis | sport                           |
| -------- | --- | ------------------------------- |
| AFC      | Asian Football Confederation                                                                                    | voetbal                         |
| AIBA     | International Boxing Association (oorspronkelijk: Association Internationale de Boxe Amateur)                   | boksen                          |
| ATP      | Association of Tennis Professionals                                                                             | tennis                          |
| CAF      | Confédération Africaine de Football                                                                             | voetbal                         |
| CMAS     | Confédération Mondiale des Activités Subaquatiques                                                              | onderwaterzwemmen               |
| CMSB     | Confédération Mondiale des Sports de Boules                                                                     | petanque/jeu de boules          |
| CONCACAF | Confederation of North, Central American and Caribbean Association Football                                     | voetbal                         |
| CONMEBOL | Confederación sudamericana de Fútbol                                                                            | voetbal                         |
| EBL      | European Bridge League                                                                                          | bridge                          |
| EIFSA    | European Inline Figure Skating Association                                                                      | inline kunstrijden              |
| EHF      | European Handball Federation                                                                                    | Handbal                         |
| FAI      | Fédération Aéronautique Internationale                                                                          | sportvliegen                    |
| FEI      | Fédération Équestre Internationale                                                                              | paardensport                    |
| FIA      | Fédération Internationale de l'Automobile                                                                       | autosport                       |
| FIB      | Federation of International Bandy                                                                               | bandy                           |
| FIBA     | Fédération International de BAsketball (oorspronkelijk: Fédération Internationale de Basketball Amateur)        | basketbal                       |
| FIBA     | Fédération Internationale de Boxe Amateur (1920-1946; opgevolgd door AIBA)                                      | boksen                          |
| FIDE     | Fédération Internationale des Échecs                                                                            | schaken                         |
| FIE      | Fédération Internationale d'Escrime                                                                             | schermen                        |
| FIFA     | Fédération Internationale de Football Association                                                               | voetbal                         |
| FIG      | Fédération Internationale de Gymnastique                                                                        | turnen                          |
| FIH      | Fédération Internationale de Hockey sur Gazon                                                                   | hockey                          |
| FILA     | Fédération Internationale des Luttes Associées                                                                  | worstelen                       |
| FIM      | Fédération Internationale de Motocyclisme                                                                       | motorsport                      |
| FINA     | Fédération Internationale de Natation                                                                           | zwemmen                         |
| FISA     | Fédération Internationale des Sociétés d'Aviron                                                                 | roeien                          |
| FITA     | Fédération Internationale de Tir à l'Arc                                                                        | boogschieten                    |
| FIBT     | Fédération Internationale de Bobsleigh et de Toboganning                                                        | bobslee en skeleton             |
| FIVB     | Fédération Internationale de Volleyball                                                                         | volleybal                       |
| FIPV     | Federación Internacional de Pelota Vasca                                                                        | pelota                          |
| FIL      | Fédération Internationale de Luge de Course                                                                     | rodelen                         |
| FIP      | Federation of International Polo                                                                                | polo                            |
| FIQ      | Fédération Internationale des Quilleurs                                                                         | bowling                         |
| FIRS     | Fédération Internationale de Roller Sports                                                                      | rolschaatsen e.d.               |
| FIS      | Fédération Internationale de Ski                                                                                | skiën                           |
| FISU     | Fédération internationale du sport universitaire                                                                | studentensport                  |
| IAAF     | International Association of Athletics Federations (oorspronkelijk: International Amateur Athletics Federation) | atletiek                        |
| IBAF     | International BAseball Federation                                                                               | honkbal                         |
| IBU      | International Biathlon Union                                                                                    | biatlon                         |
| ICC      | International Cricket Council                                                                                   | cricket                         |
| ICF      | International Canoe Federation                                                                                  | kano en kajak                   |
| IDPA     | International Dart Players Association                                                                          | darts                           |
| IDSF     | International Dance Sport Federation                                                                            | sportdansen                     |
| IFNA     | International Federation of Netball Associations                                                                | netbal                          |
| IFS      | International Sumo Federation                                                                                   | sumo                            |
| IFSC     | International Federation Sport Climbing                                                                         | sportklimmen                    |
| IGF      | International Golf Federation                                                                                   | golf                            |
| IHF      | International Handball Federation                                                                               | handbal                         |
| IIHF     | International Ice Hockey Federation                                                                             | ijshockey                       |
| IJF      | International Judo Federation                                                                                   | judo                            |
| IKF      | International Korfball Federation                                                                               | korfbal                         |
| ILS      | International Life Saving Federation                                                                            | reddend zwemmen                 |
| IOC      | Internationaal Olympisch Comité                                                                                 | Olympische Spelen               |
| IOF      | International Orienteering Federation                                                                           | oriëntatiesport                 |
| IRB      | International Rugby Board                                                                                       | rugby                           |
| IRF      | International Racquetball Federation                                                                            | raquetball                      |
| ISA      | International Surfing Association                                                                               | surfen                          |
| ISAF     | International Sailing Federation                                                                                | zeilen                          |
| ISF      | International Softball Federation                                                                               | softbal                         |
| ISSF     | International Shooting Sport Federation                                                                         | schieten                        |
| ISU      | International Skating Union                                                                                     | schaatsen                       |
| ITF      | International Tennis Federation                                                                                 | tennis                          |
| ITTF     | International Table Tennis Federation                                                                           | tafeltennis                     |
| ITU      | International Triathlon Union                                                                                   | triatlon                        |
| IVV      | Internationaal Volkssportverband                                                                                | wandelen fietsen zwemmen skieen |
| IWF      | International Weightlifting Federation                                                                          | gewichtheffen                   |
| IWSF     | International Water Ski Federation                                                                              | waterskiën                      |
| IWUF     | International Wushu Federation                                                                                  | wushu                           |
| IYRU     | International Yacht Racing Union (1907-1996; opgevolgd door ISAF)                                               | zeilen                          |
| LEN      | Ligue Européenne de Natation                                                                                    | zwemmen                         |
| OFC      | Oceania Football Confederation                                                                                  | voetbal                         |
| PDC      | Professional Darts Corporation Ltd.                                                                             | darts                           |
| PDPA     | Professional Dart Players Association                                                                           | darts                           |
| TWIF     | Tug of War International Federation                                                                             | touwtrekken                     |
| UCI      | Union Cycliste Internationale                                                                                   | wielrennen                      |
| UEFA     | Union of European Football Associations                                                                         | voetbal                         |
| UIAA     | Union Internationale des Associations d'Alpinisme                                                               | bergsport                       |
| UIM      | Union Internationale Motonautique                                                                               | powerboating                    |
| UIPM     | Union Internationale de Pentathlon Moderne                                                                      | moderne vijfkamp                |
| ULEB     | Union des Ligues Européennes de Basket-Ball                                                                     | basketbal                       |
| WADA     | World Anti-Doping Agency 1                                                                                      |                                 |
| WBF      | World Bridge Federation                                                                                         | bridge                          |
| WCBS     | World Confederation of Billiards Sports                                                                         | biljart                         |
| WCF      | World Curling Federation                                                                                        | curling                         |
| WDF      | World Darts Federation                                                                                          | darts                           |
| WKF      | World Karate Federation                                                                                         | karate                          |
| WPBSA    | World Professional Billiards and Snooker Association                                                            | snooker                         |
| WSF      | World Squash Federation                                                                                         | squash                          |
| WTA      | Women's Tennis Association                                                                                      | tennis                          |
| WTF      | World Taekwondo Federation                                                                                      | taekwondo                       |

1 Het wereld-anti-dopingagentschap is weliswaar geen "sportbond".